# Agnes Blaikie
44°27′11″ пн. ш. 33°33′43″ сх. д. / 44.453183333333° пн. ш. 33.561883333333° сх. д.
«Agnes Blaikie» (укр. «Агнес Блейкі») — вітрильний торговий барк, зафрахтований британським урядом під час Кримської війни для доставки військового спорядження для армії, яка базувалася в Балаклаві. Судно було імовірно названо на честь дружини або дочки лорд-мера Абердина сера Томаса Блейкі.
Барк було вперше зареєстровано в Абердині у 1841 році, на ім'я Джорджа Томпсона-молодшого (англ. George Thompson Jr.) в компанії Aberdeen Line під командуванням Алекса Д'юті (англ. Alex Duthie). Перший рейс було здійснено до Сантьяго-де-Куба. У 1849 році «Агнес Блейкі» зареєстровано в Суонсі, Уельс, у власності W. Jenkins and Company. 30 червня 1852 року барк придбав Джон Кроу Річардсон (англ. John Crow Richardson), капітаном призначено Томаса Томаса. Однак, незабаром корабель перейшов у інші руки (можливо, двічі), його купив Генрі Добсон з Прінцесс Стріт, 81, Бристоль, Англія, 5 лютого 1853 року. Ця дата може бути не точною, адже Добсон рекламував рейс із Бристоля у Порт-Філіп (Мельбурн), з відправленням 10 лютого 1853, у газеті The Times від 22 січня 1853. У 1855 році барк було зареєстровано у Лондоні, він належав Джордісону, останнім капітаном став Генрі Гемден (англ. Henry Hamden).
«Агнес Блейкі» вийшла з Темзи 22 січня 1855 з вантажем, що складався зі 180 тонн гарматних ядер і 250 тонн вугілля. 5 травня 1855 судно затонуло навпроти Балаклави, після зіткнення з колісним пароплавом «HMS Medina»( Королівський ВМФ). Екіпаж «Агнес Блейкі» був врятований і піднятий на борт пароплава. Вахтовий офіцер «HMS Medina» покінчив життя самогубством, перерізавши собі горло відразу після інциденту.
Рештки «Агнес Блейкі» були виявлені на глибині 84 метрів у вересні 2003 року і були офіційно ідентифіковані 13 вересня 2006 року.
У 2010 році наказом Міністерства культури і туризму України взятий на державний облік як пам'ятка археології та історії місцевого значення, охоронний номер 334-Св.